# Moisei
Moisei là một xã thuộc hạt Maramureș, România. Dân số thời điểm năm 2002 là 9031 người.